# Coleophora therinella
Coleophora therinella é uma espécie de mariposa do gênero Coleophora pertencente à família Coleophoridae.